# Almodis de Barcelona
|  | Aquest article tracta sobre la filla de Ramon Berenguer III. Si cerqueu altres personatges amb el mateix nom, vegeu «Almodis (desambiguació)». |

Almodis de Barcelona, coneguda també com a Almodis de Bas, (1126 - 1164) fou infanta de Barcelona, vescomtessa consort de Bas.

## Família
Última filla de Ramon Berenguer III, comte de Barcelona, i de Dolça de Provença. Es casà el 1147 amb el vescomte de Bas Ponç II de Cervera. D'aquest matrimoni nasqueren:
- Agalbursa de Cervera (1140-1190), casada el 1158 amb Barisó I d'Arborea, jutge d'Arborea
- Hug I de Cervera (1149-1185), vescomte de Bas
- Gaia de Cervera (-1186), casada el 1160 amb Ramon de Torroja
- Ponç III de Cervera (-1195), vescomte regent de Bas, senyor de l'Espluga Sobirana
- Berenguer

## Biografia
Cap al 1131, any de la mort del seu pare, Almodis fou raptada del palau reial de Barcelona, per Ponç II, fill segon de Ponç Hug de Cervera i de Beatriu de Bas. La parella es casà, sense el consentiment del nou comte Ramon Berenguer IV, germà d'Almodis. Ponç es feu fort, de seguida, a la fortalesa de Castellfollit de Riubregós.
El comte acabà perdonant Ponç II i tolerant la seva unió amb Almodis. En retornar a l'amistat, el comte lliurà a Ponç una part dels drets que li corresponien als castells de Cervera i de Castellfollit i fou reconegut com a vescomte de Bas. Assistí a les conquestes de Tortosa (1148), de Lleida (1149) i de Miravet (1153).